# The Last Rites of Jeff Myrtlebank
"The Last Rites of Jeff Myrtlebank" is een aflevering van de Amerikaanse televisieserie The Twilight Zone. De aflevering werd zowel geschreven als geregisseerd door Montgomery Pittman.

## Plot

### Opening
Time, the mid-twenties. Place, the Midwest - the southernmost section of the Midwest. We were just witnessing a funeral, a funeral that didn't come off exactly as planned, due to a slight fallout - from the Twilight Zone.
— Rod Serling

### Verhaal
Een man genaamd Jeff wordt tijdens zijn eigen begrafenis wakker en staat op uit de kist. De bijgelovige dorpelingen denken dat hij bezeten is door een demon, maar volgens de dokter lijdt Jeff waarschijnlijk aan een medische aandoening waardoor het alleen maar leek alsof hij dood was. Jeff lijkt in elk geval gezond, maar qua persoonlijkheid is hij veranderd. Hij is opeens een harde werker en een goede vechter. Hij wil ook eindelijk zijn relatie met zijn oude vriendin, Comfort, nieuw leven in blazen.
Jeffs verandering maakt dat Comfort hem weer ziet staan en ze accepteert zelfs zijn huwelijksaanzoek. Net voor de trouwerij komt echter een woedende menigte aan om de "demon" te verdrijven. Jeff roept de dorpelingen op kalm te blijven. Volgens hem hebben ze niets van hem te vrezen. Daarbij komt, als hij werkelijk een demon is, kunnen ze maar beter aardig tegen hem zijn. De dorpelingen gaan akkoord.
Nadat ze zijn vertrokken haalt Jeff een sigaret en een lucifer uit zijn jaszak en de lucifer ontbrandt spontaan. Dit bewijst dat de dorpelingen het wel bij het rechte eind hadden.

### Slot
Jeff and Comfort are still alive today, and their only son is a United States Senator. He's noted as an uncommonly shrewd politician. And some believe he must have gotten his education in the Twilight Zone.
— Rod Serling

## Rolverdeling
- Jeff Myrtlebank: James Best
- Comfort Gatewood: Sherry Jackson
- Orgram Gatewood: Lance Fuller
- Mr. Peters: Dub Taylor
- Pa Myrtlebank: Ralph Moody
- Ma Myrtlebank: Ezelle Poule
- Ma Gatewood: Helen Wallace
- Liz Myrtlebank: Vickie Barnes

## Trivia
- In een scène is een rij van brievenbussen te zien. Op een ervan staat de naam "M. Pittman", een referentie naar de schrijver/regisseur van deze aflevering.
- Deze aflevering staat op volume 6 van de dvd-reeks.
- In de close-up tijdens de begrafenisscène is duidelijk te zien dat er vier luchtgaatjes in de doodskist zijn aangebracht.